# NGC 4016
NGC 4016 (другие обозначения — UGC 6954, MCG 5-28-63, ZWG 157.68, KUG 1155+278, PGC 37687) — спиральная галактика с перемычкой (SBd) в созвездии Волосы Вероники.
Этот объект входит в число перечисленных в оригинальной редакции «Нового общего каталога».
В галактике вспыхнула сверхновая SN 2002hm типа II, её пиковая видимая звездная величина составила 16,9.
Галактика NGC 4016 входит в состав группы галактик NGC 4017. Помимо NGC 4016 в группу также входят NGC 4004, NGC 4008, NGC 4017 и IC 2982.